# La Candelaria
La Candelaria es la localidad número 17 del Distrito Capital de Bogotá, capital de Colombia, ubicada en el centro-oriente de la metrópoli de Bogotá.  En ella, se fundó la localidad el 6 de agosto de 1538 y se construyó la primera iglesia, esta localidad abarca el centro histórico de Bogotá, además un importante centro turístico, educativo y comercial.

## Historia
Teusaquillo (hoy el Chorro de Quevedo) era un lugar de descanso del gobernante muisca llamado zipa. Se cree que en este lugar Gonzalo Jiménez de Quesada fundó, el 6 de agosto de 1538, lo que se convertiría en la metrópoli de Bogotá. La localidad toma el nombre de la virgen de la Candelaria de España (al igual que el barrio, el cual se empieza a conformar desde 1960).
En abril de 1539 se desarrolla la fundación formal en la actual Plaza de Bolívar. Allí se hace el trazado original de la metrópoli estableciéndose la Plaza Mayor y el lugar de la Parroquia de San Pedro que más adelante vendría siendo la Catedral Basílica Metropolitana de Bogotá y Primada de Colombia.

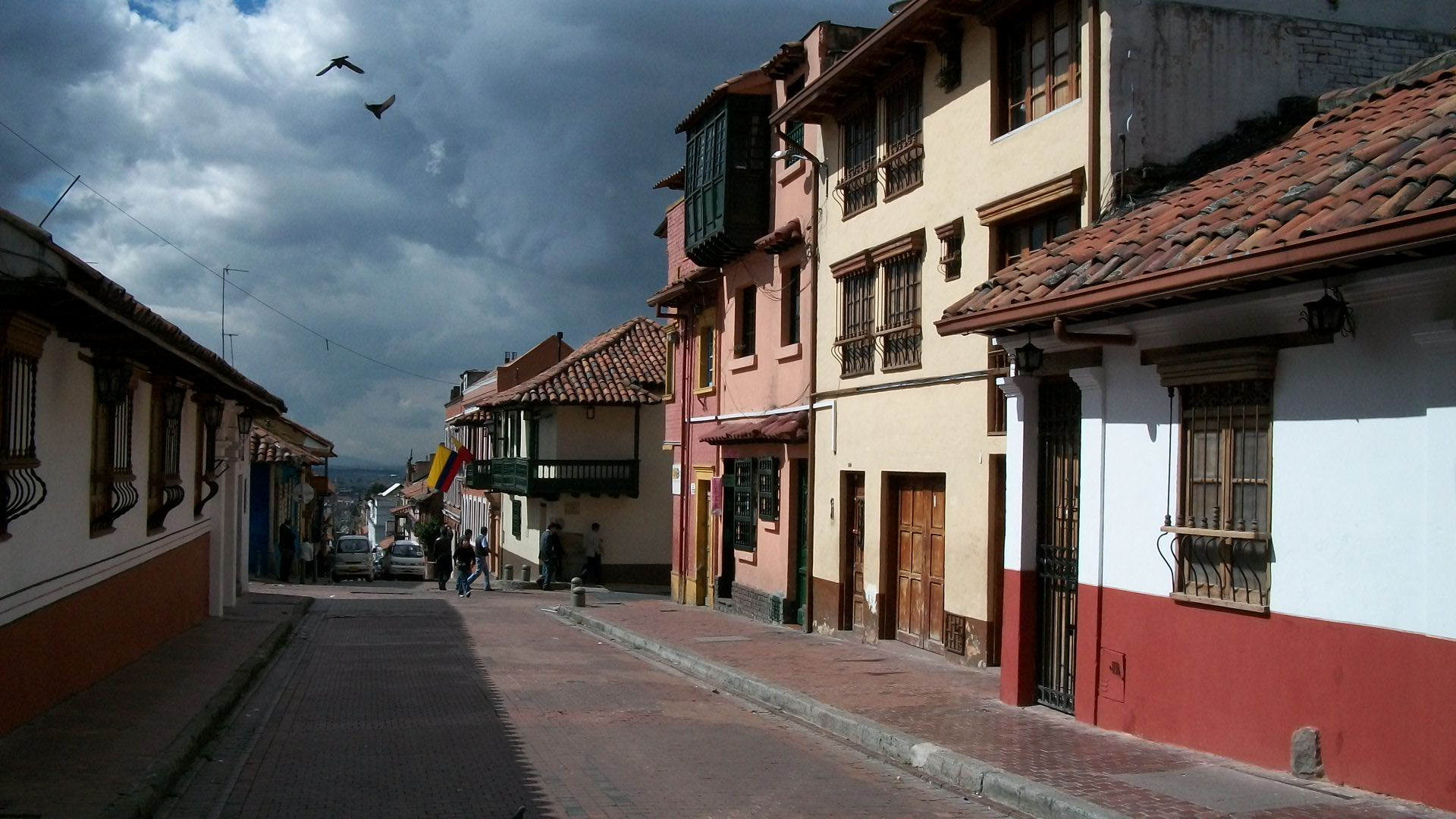
Casas en la zona alta de La Candelaria.

En el siglo XX, la ciudad creció hacia el norte (plaza de las Hierbas), sur (Las Cruces) y occidente (San Victorino) quedando la Plaza Mayor y la Catedral como el centro tradicional de la ciudad y sede de los poderes coloniales y luego republicanos. Fue así como la ciudad estuvo dividida en cuatro parroquias durante los siglos Creado el Distrito Especial de Bogotá en 1955 no había mayor diferencia entre el Centro de Bogotá (o simplemente Bogotá en el hablar de esa época) y el centro histórico. En la década de 1970 se creó la corporación de la Candelaria para rescatar el patrimonio histórico de los barrios de La Catedral, La Concordia y La Candelaria.
Mediante Acuerdo 7 del 4 de diciembre de 1974 el Concejo de Bogotá crea la Alcaldía Menor de La Candelaria, esto daría lugar a que se reconociera en 1991 como una de las 20 localidades del Distrito Capital de Bogotá para elegir por primera vez su Junta Administradora Local (JAL).

## Límites

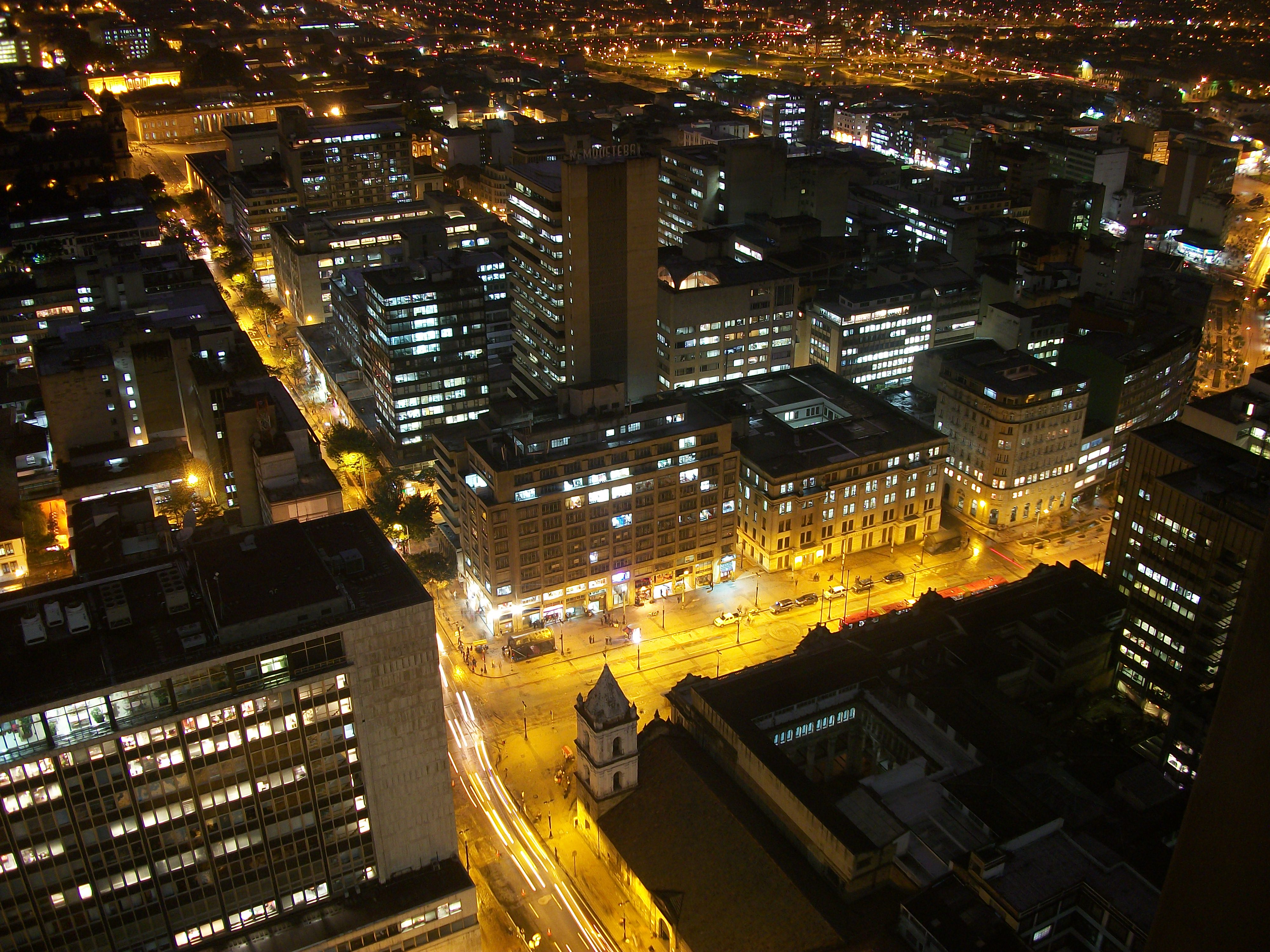
El Eje Ambiental a la altura de la carrera Séptima.

La Candelaria se encuentra enclavada dentro de la localidad de Santafe.
| Noroeste: Estación San Victorino de TransMilenio (Barrio San Victorino) | Norte: Eje Ambiental (Avenida Jiménez, Carrera 2, Diagonal 20a) (Barrio Las Nieves) | Nordeste: Cerro de Monserrate (Canal Río San Francisco, Fúnicular Monserrate, Chorro de Padilla) |
| Oeste: Carrera Décima (Parque Tercer Milenio)                           |                                                                                     | Este: Avenida Circunvalar (Barrio Egipto, Cerros Orientales)                                     |
| Suroeste: Estación Bicentenario de TransMilenio (Barrio San Bernardo)   | Sur: Calles Tercera y Sexta (Barrio Las Cruces)                                     | Sureste: CAI Lourdes (Barrio El Guavio)                                                          |

## Geografía
La localidad, completamente urbana, se encuentra en las faldas del cerro de Guadalupe con una notable pendiente que desciende hacia el oeste-noroeste.
Los ríos San Francisco y San Agustín enmarcan la ciudad, sin embargo estos corren actualmente por canales subterráneos bajo las Avenidas Jiménez y Sexta, respectivamente. En la primera se construyó el así llamado Eje Ambiental y parte de las aguas del primer río recorren la superficie sobre una serie de pocetas, a modo de una gran fuente longitudinal. 

## Sitios de interés
En La Candelaria queda el sitio de la fundación formal de la ciudad, la plaza mayor conocida hoy como Plaza de Bolívar.
A su alrededor se encuentran el Capitolio Nacional (sede de Congreso de la República de Colombia), el Palacio de Justicia (sede de la Corte Suprema de Justicia), el Palacio Liévano (sede de la Alcaldía Mayor de Bogotá), la Catedral Basílica Metropolitana de Bogotá y Primada de Colombia, la Capilla del Sagrario y el Palacio Arzobispal (sede del Arzobispo "sede Cardinalicia").

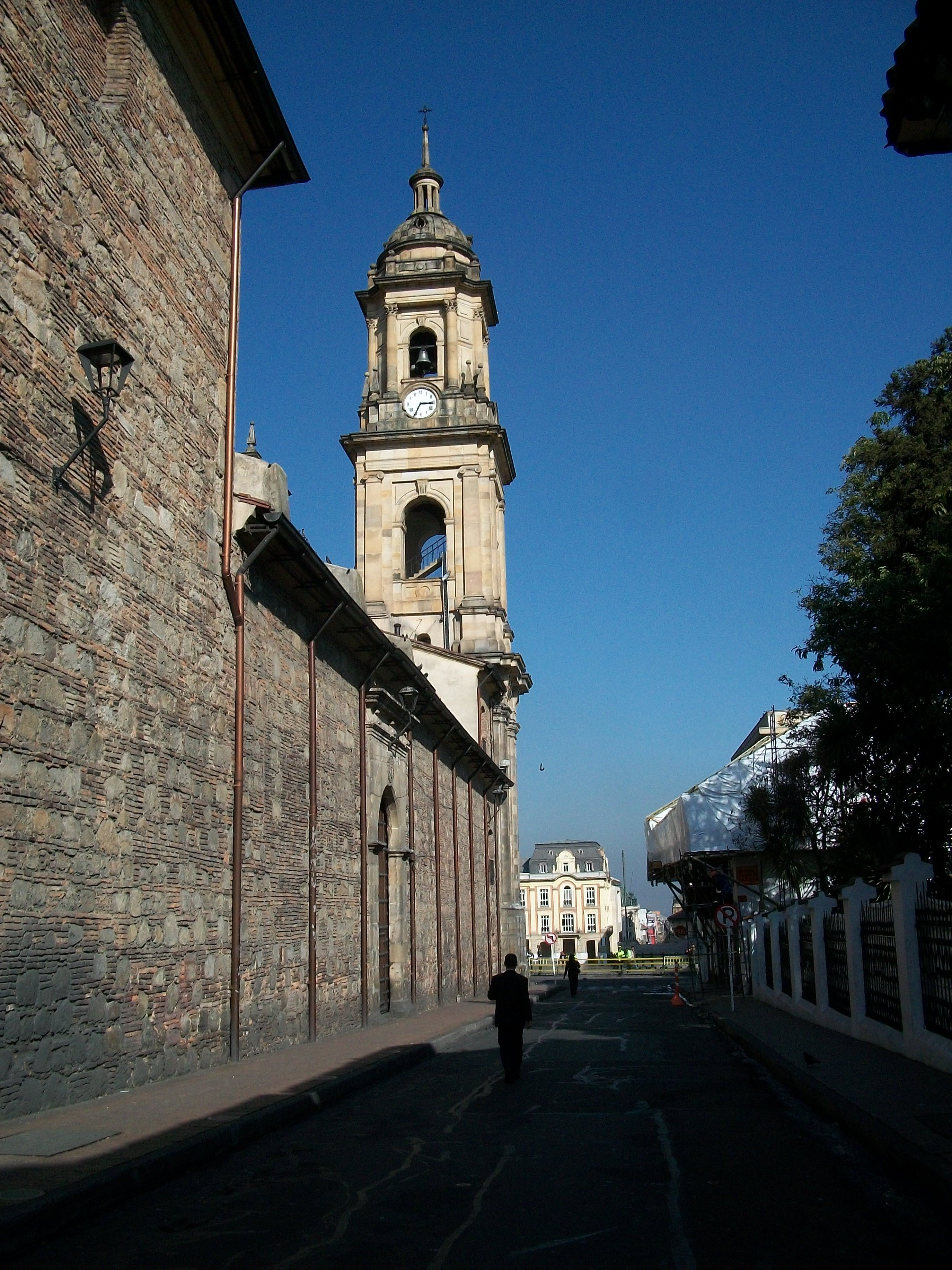
Costado norte de la Catedral Basílica Metropolitana y Primada de la Inmaculada Concepción y San Pedro.

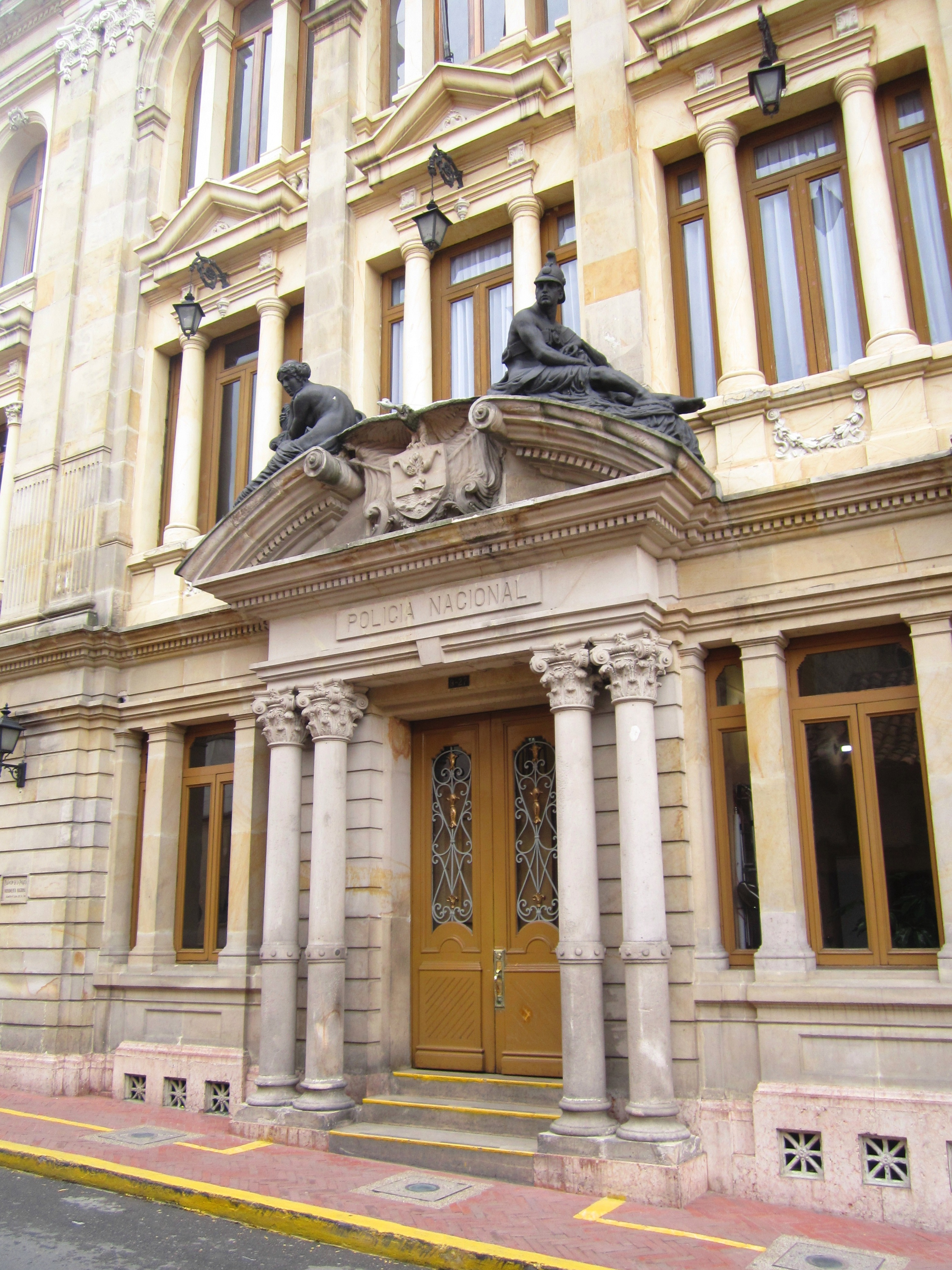
Museo de la Policía.

Además del Capitolio y del Palacio de Justicia, otras importantes sedes del poder nacional ubicadas en el lugar son la Casa de Nariño (sede de la Presidencia de la República y residencia presidencial), y el Palacio de San Carlos (sede de la Cancillería o Ministerio de Relaciones Internacionales).
Entre los museos se destacan los Museos y Colecciones del Banco de la República (Casa de Moneda, Museo Botero y Museo de Arte del Banco de la República), Casa del Florero, el Museo de Arte Colonial, el Museo Arqueológico Casa del Marqués de San Jorge, el Museo Militar, el Museo de Trajes Regionales (casa de Manuelita Sáenz), el Museo de Bogotá, el Museo de la Policía Nacional.
Entre los centros culturales están la Biblioteca Luis Ángel Arango, que además de contar con salas de lectura, ofrece diariamente conferencias que abarcan todas las ciencias, como también es el sitio de importantes exhibiciones de arte. También está el Centro Cultural Gabriel García Márquez, la Fundación Gilberto Alzate Avendaño y su biblioteca pública, en alianza con BibloRed, y la casa natal de Rafael Pombo.

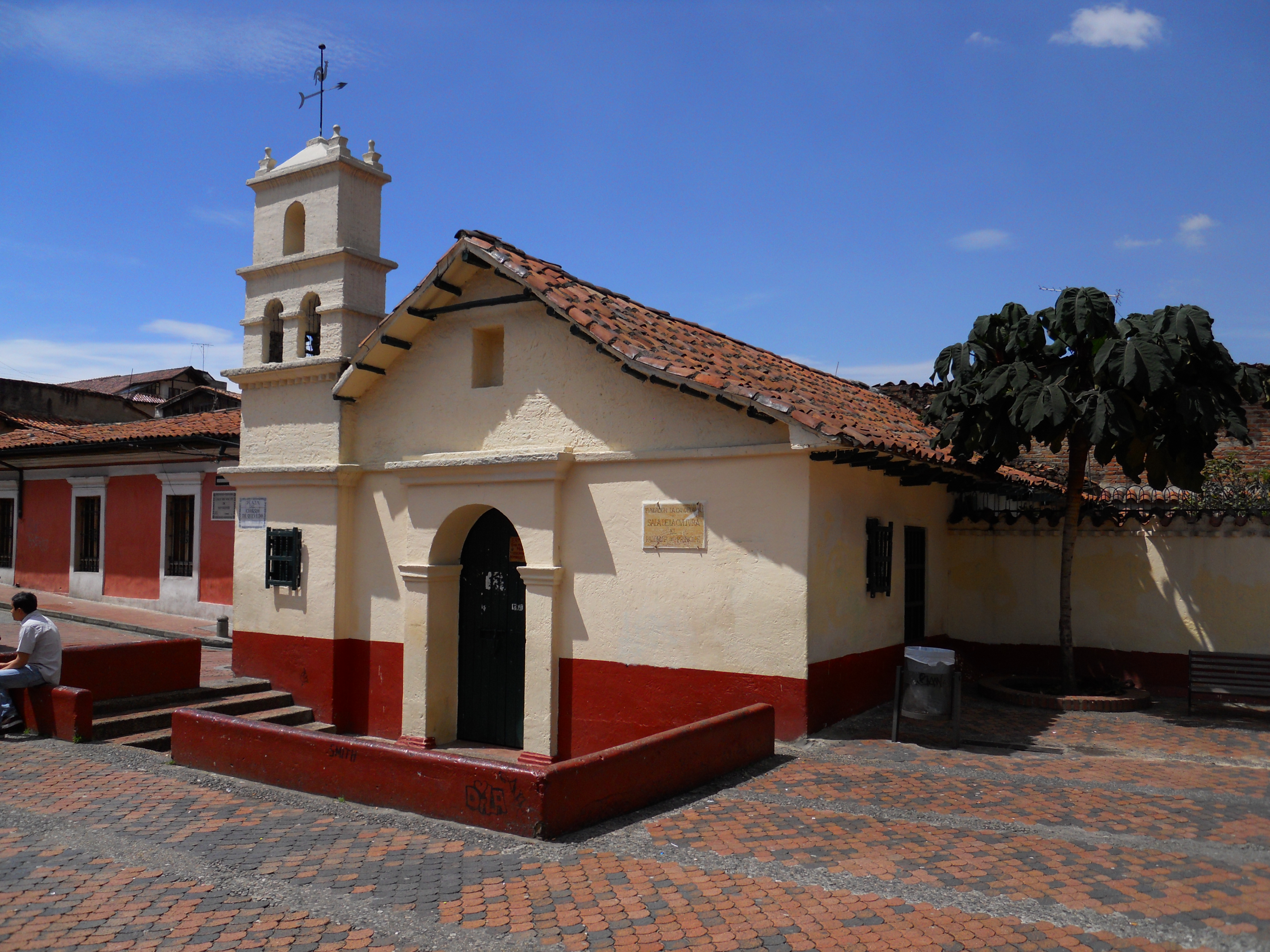
Ermita de San Miguel del Príncipe en la plaza del Chorro de Quevedo.

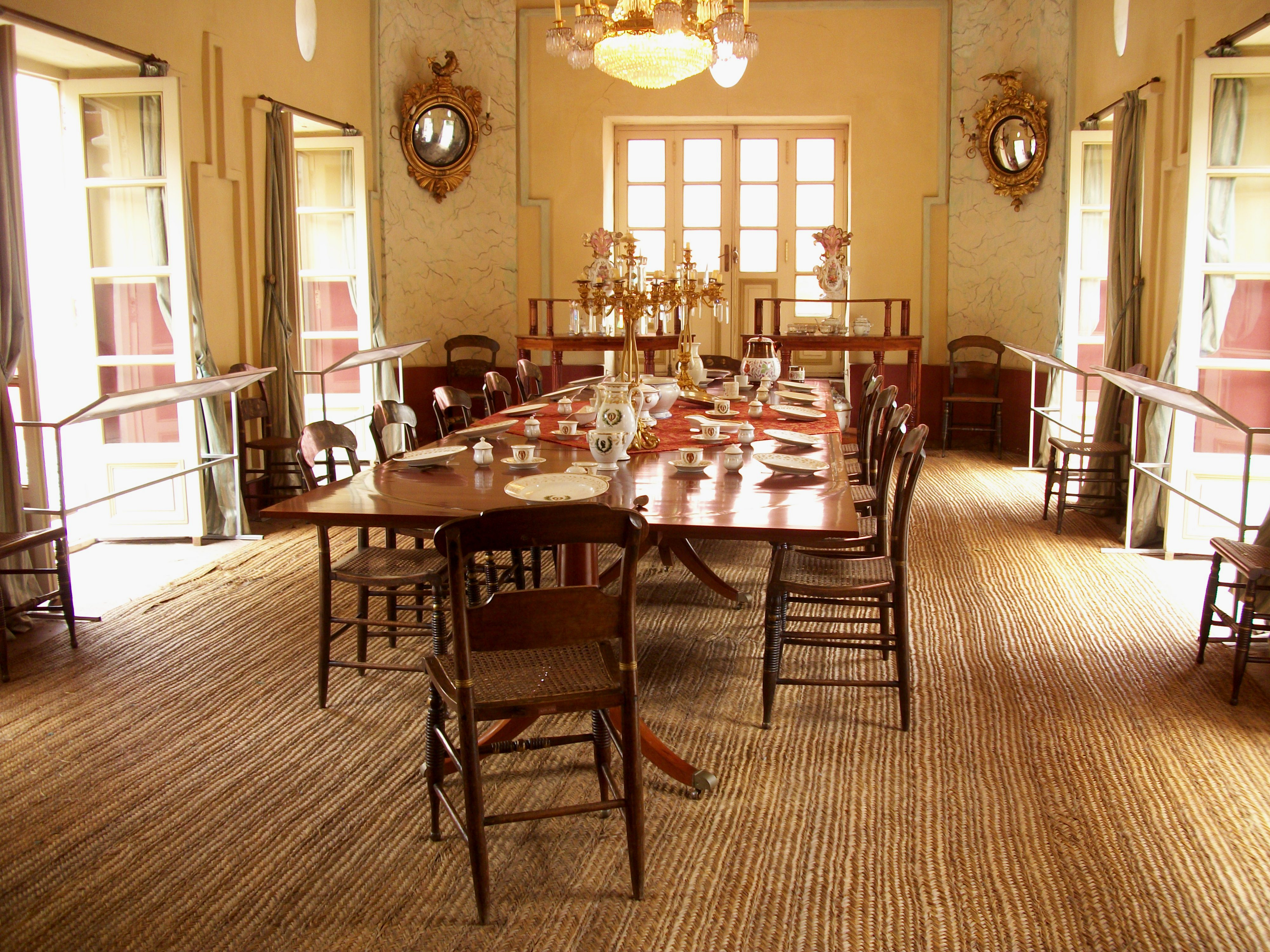
Comedor de la Quinta de Bolívar.

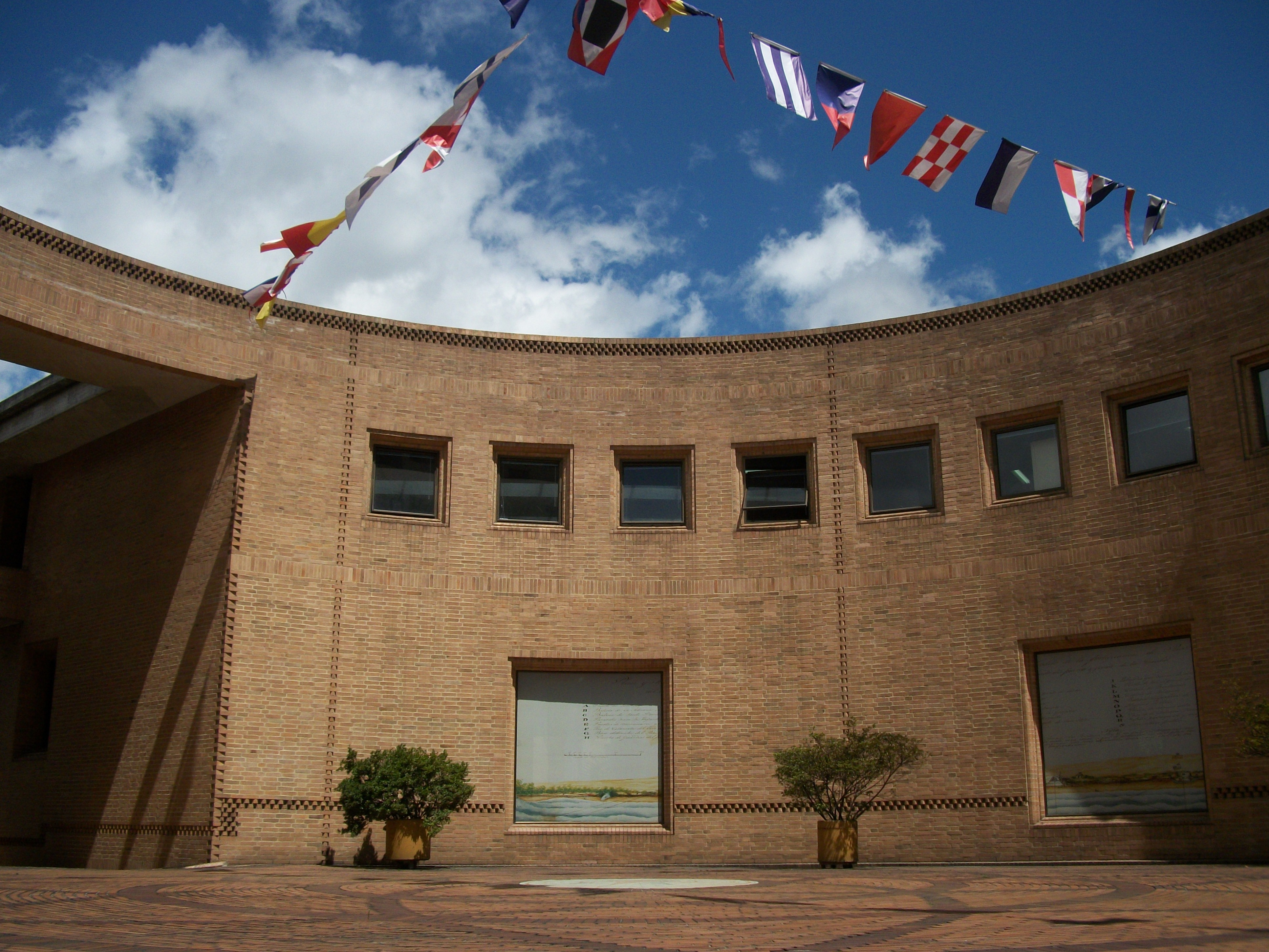
Patio en el Archivo General de la Nación.

Entre sus Parroquias, Rectorías y Santuarios cabe destacar la Catedral Basílica Metropolitana de Bogotá y Primada de Colombia, la Capilla del Sagrario, el Museo Templo de Santa Clara, el Santuario Nacional de Nuestra Señora del Carmen, el Templo de San Ignacio, el Templo de San Agustín, la Ermita de San Miguel del Príncipe, la Parroquia de Nuestra Señora de Belén, la Parroquia de Nuestra Señora de Las Aguas, el Templo de Nuestra Señora de la Candelaria, Parroquia Nuestra Señora de Egipto y la Parroquia de Santa Bárbara Centro
Varias universidades tienen su sede en esta localidad, entre las que se destacan Los Andes, La Salle, el Rosario,  La Gran Colombia, el Externado, Universidad Libre (Colombia), la Autónoma, de América, la Central, Corporación Unificada Nacional de Educación Superior (CUN), Universidad Jorge Tadeo Lozano, Universidad Distrital Francisco José de Caldas sede de la Facultad de Ciencias Matemáticas y Naturales y  la sede Vivero; y la facultad de Derecho de la Libre.
También varios importantes colegios de la ciudad tales como el León XIII, el San Nicolás o el Mayor de San Bartolomé.
La calle 10 tiene un lugar importante en la historia de la música en Bogotá, pues, durante la década de 1990, allí se gestaron parcialmente grupos como los Aterciopelados, Distrito Especial, Bloque de Búsqueda, y La Provincia, de Carlos Vives.
Otros sitios de interés incluyen:
- Biblioteca Luis Ángel Arango
- Biblioteca Pública de la Fundación Gilberto Alzate Aveñado, de BibloRed[11]
- Casa de Moneda
- Museo de Arte del Banco de la República
- Museo de Arte Colonial
- Chorro de Quevedo[12]
- Teatro de La Candelaria[13]
- Teatro Libre de Bogotá
- Teatro Colón de Bogotá
- Plazuela Rufino Cuervo
- Imprenta Nacional
- Observatorio Astronómico Nacional
- Quinta de Bolívar
- Camarín del Carmen
- Archivo General de la Nación
- Polideportivo Local Nueva Santa Fe
- Hotel Continental
- Casa de Poesía Silva
- Biblioteca infantil de la casa natal de Rafael Pombo.
- Salas de exposiciones y conciertos de la Fundación Gilberto Alzate Avendaño.
- Pasaje Michonik Primer Conjunto residencial de la Ciudad, construido por el empresario Judío Ucraniano Jorge Michonik

## Barrios
Los barrios de la localidad son La Catedral, La Concordia, Las Aguas, Centro Administrativo, Egipto, Belén, y Santa Bárbara 
Al interior de estos mismos barrios se encuentran dos importantes conjuntos residenciales que albergan un tamaño poblacional equivalente a la mayor parte de sus barrios.

## Vías y accesos
La localidad de La Candelaria tiene completo acceso por el sistema de transporte TransMilenio por la troncal Carrera Décima (estaciones San Victorino y Bicentenario) y el Eje Ambiental (Museo del Oro). Las avenidas son Circunvalar, Jiménez y Décima, así como las carreras Quinta, Sexta y Novena, calles Sexta y Once. Las peatonales más destacables son la Carrera Séptima y las Calles Séptima, Décima y 11.